# Pierre Le Ber
Pierre le Ber, né en 1669 à Montréal et déçu le 1er octobre 1707 à Pointe-Saint-Charles, est un peintre néo-français. Fils de Jacques Le Ber et frère de Jeanne Le Ber.

## Biographie
Le Ber est membre de deux des familles les plus riches de la colonie. Il contribue à la Congrégation de Notre-Dame de Montréal, principalement en raison de sa sœur. Il est l'un des fondateurs et mécènes de l'Ordre des hospitaliers de Saint Jean de Dieu.
Le Ber était considéré de son vivant comme un peintre amateur. En 1965, ses peintures de Marguerite Bourgeoys attirent l'attention du milieu artistique.

## Galerie

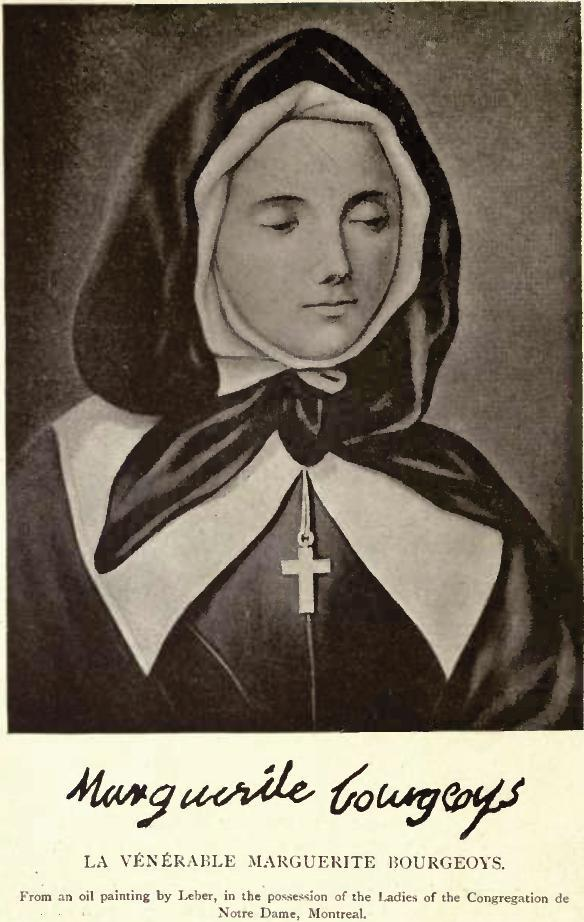
La Vénérable Marguerite Bourgeoys (c. 1700).
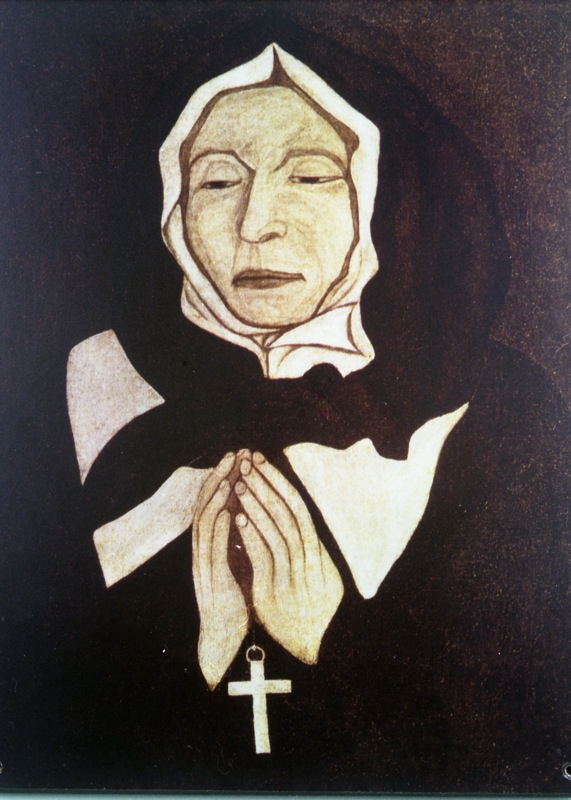
Le vrai portrait de Marguerite Bourgeoys (c. 1700).

## Hommages
La rue LeBer a été nommée en son honneur, en 1955, dans la ville de Québec.